# Rex A. Wade
Rex Arvin Wade (9 de octubre de 1936) es un historiador estadounidense, especializado en el estudio de la Rusia contemporánea, en concreto de la Revolución rusa.
Es autor de obras como The Russian Search for Peace. February-October 1917 (Stanford University Press, 1967), Red Guards and Workers' Militias in the Russian Revolution (Stanford University Press, 1984), The Russian Revolution, 1917 (Cambridge University Press, 2000) o The Bolshevik revolution and Russian Civil War (Greenwood Press, 2001).
Ha sido también editor de  Politics and Society in Provincial Russia, Saratov, 1590-1917 (Ohio University Press, 1989), junto a Scott J. Seregny.